# Россь
Россь (бел. Рось) — городской посёлок в Волковысском районе Гродненской области Беларуси. Административный центр Росского сельсовета.
Расположен на реке Россь; железнодорожная станция на линии Мосты — Волковыск. Находится в 15 км от Волковыска, 71 км от Гродно, на автодороге Волковыск—Гродно.
Численность населения — 4 319 человек (на 1 января 2025 года).

## История

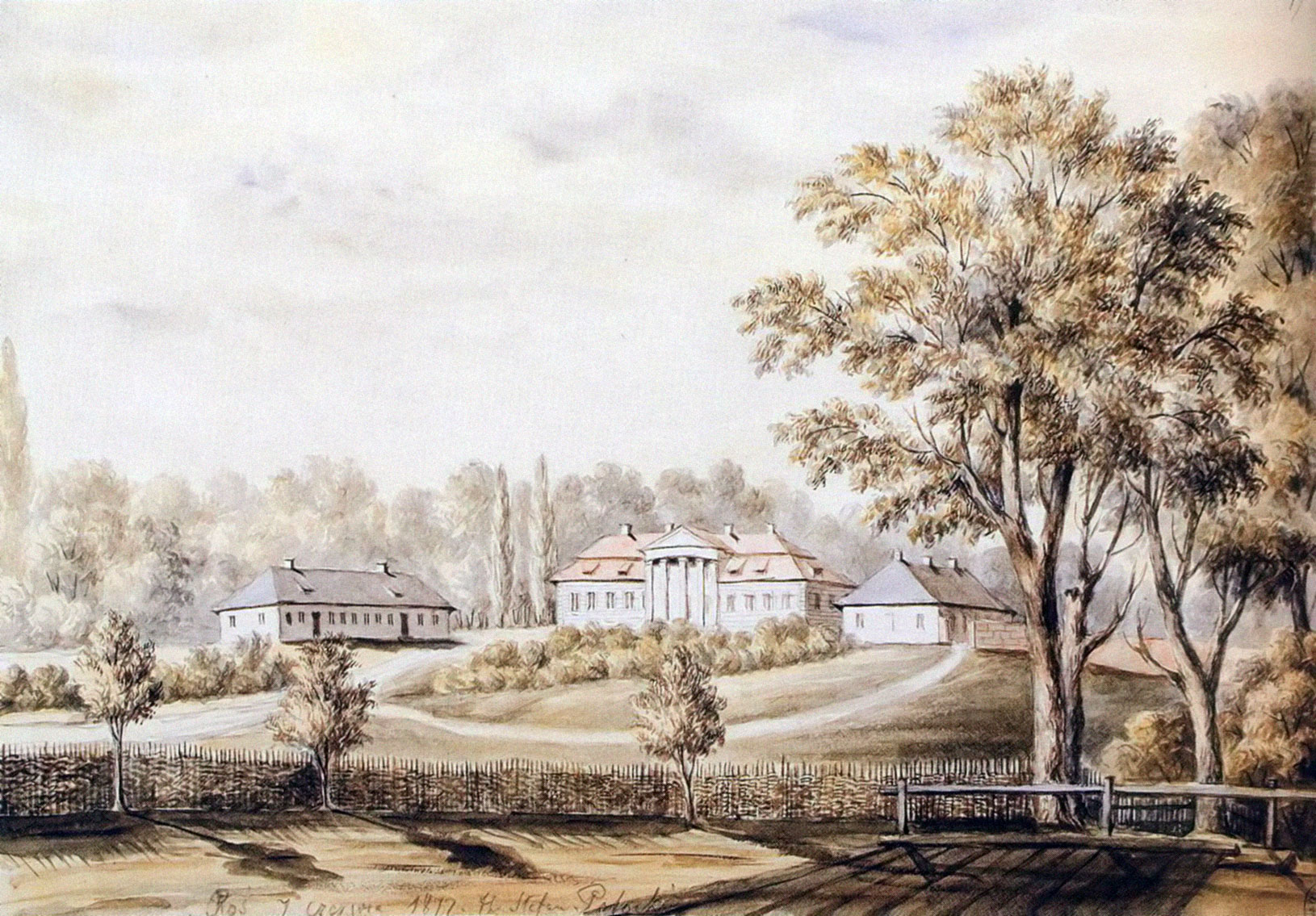
Усадьба Потоцких на картине Н. Орда, XIX век

Первые упоминания о поселении Россь датируются 1205 годом. В это время Россь была поделена на две осады. 1-я осада принадлежала Ильиничу, 2-я осада — Яновичу, придававшим большое значение армии. Благодаря им, потомками Ильинича и Яновича была создана дружина, принявшая участие в Грюнвальдской битве 15 июля 1410 года (за героизм в битве присвоен герб "белый ангел с крыльями и мечом на красном полотне") История местечка описана в книге Константина Тарасова «Погоня на Грюнвальд».
Первым бесспорным хозяином Росси был Александр Ходкевич (1457—1549).
Более подробное чёткое упоминание начинается с XVI века как местечко Волковысского повета Новогрудского воеводства ВКЛ. В правление внука Александра Ходкевича Херонима в 1611 году в Росси был построен костёл Святой Троицы. Католический храм имел трёх правителей — для игры на органе, учёбы детей и ассистента ксендза. Храм стоял в старом парке, на месте бывшей церкви, перенесённой в деревню Огородники (позже улица Огородницкая, ныне — улица Советская). Позже костёл стал приходить в упадок, и Мартином Огинским в 1685 году была построена новая, но тоже деревянная католическая церковь. Согласно архивным документам первая Росская церковь Святой Троицы упоминается в 1569 году.
С 1795 года — в составе Российской империи в Слонимской, Литовской, с 1801 года — в Гродненской губернии, центр Росской волости Волковысского уезда. В начале XIX века построено каменное здание католического храма св. Троицы в стиле классицизм.
С постройкой в 1886 году Барановичско-Белостокской железной дороги, была открыта железнодорожная станция Россь.
В 1921—39 годах входил в состав Польши, был центром гмины Волковысского повета. С 1939 года — в составе БССР, с 1958 года — городской поселок.
Во время немецкой оккупации в 1941 году евреев Росси согнали в гетто и в 1942 году убили.
Предприятия по производству строительных материалов, пищевой промышленности.

## Население
Численность населения — 4 319 человек (на 1 января 2025 года).
| Численность населения:                                                                          |
| Графики недоступны из-за технических проблем. См. информацию на Фабрикаторе и на mediawiki.org. |

| Год            | 1970 | 1979  | 1989  | 2006  | 2016  | 2018  | 2020  | 2022  | 2023  | 2024  | 2025  |
| -------------- | ---- | ----- | ----- | ----- | ----- | ----- | ----- | ----- | ----- | ----- | ----- |
| Население чел. | 3549 | ▲3747 | ▲4326 | ▲5772 | ▼4705 | ▼4677 | ▼4549 | ▼4390 | ▲4416 | ▼4407 | ▼4319 |

## Культура
- Дом культуры
- Музей народного быта Росского отделения ГУК «Волковысский районный центр ремёсел» (2000 год)

## Достопримечательности
- Хозяйственный двор Потоцких (XIX в.)
- Историческая застройка (конец XIX — нач. XX вв.; фрагменты)
- Костёл Святого Стефана (1903)
- Католический храм Св. Троицы (1801) —  Историко-культурная ценность Республики Беларусь, шифр 412Г000118
- Воинские захоронения времён Первой мировой войны
- Еврейское кладбище
- Древние шахты добычи кремня
- Свято-Троицкая церковь, 1909 год
- Братская могила —  Историко-культурная ценность Республики Беларусь, шифр 413Д000117
- Усадьба Потоцких, XVIII—XIX века. Сохранились дом садовника, водяная мельница, конюшня, иные строения и фрагменты усадебного парка
- Синагога (была переделана в магазин в 2008 году)

### Памятник, скульптура
- Памятник В. И. Ленину
- Памятник-самолёту Су-24МР

### Утраченное наследие
- Усадебно-парковый комплекс Потоцких (XVIII в.)

## Галерея

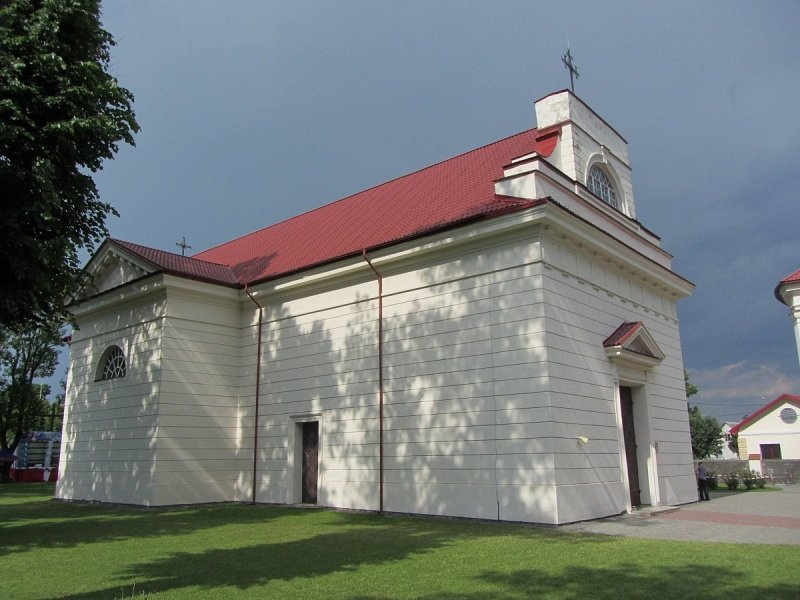
Католический храм Св. Троицы
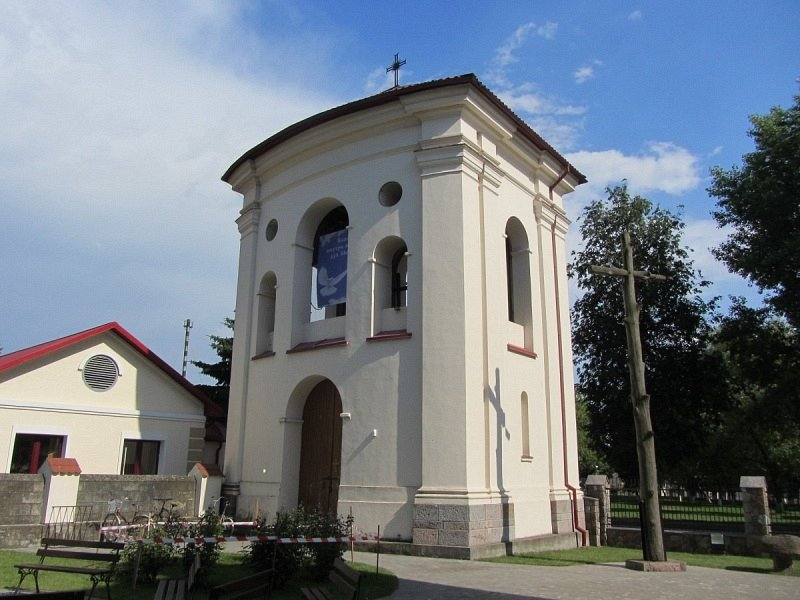
Брама-колокольня костёла
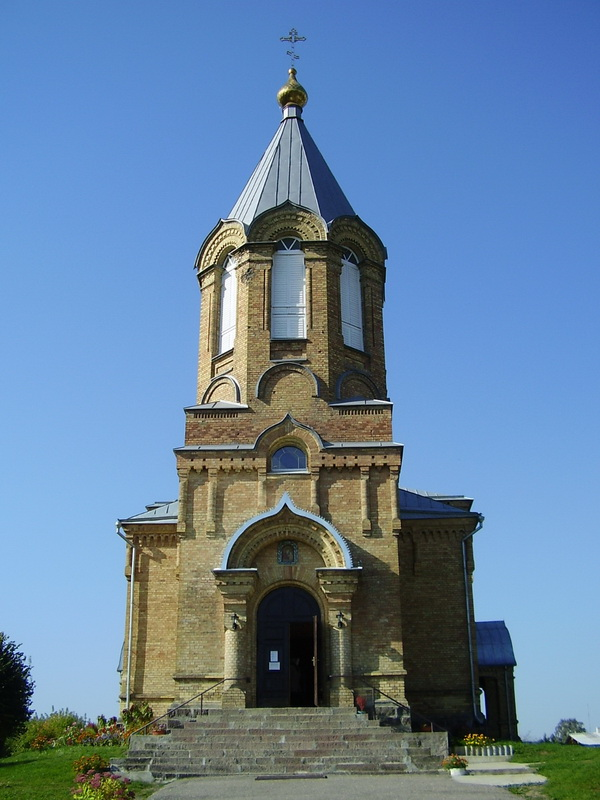
Свято-Троицкая церковь
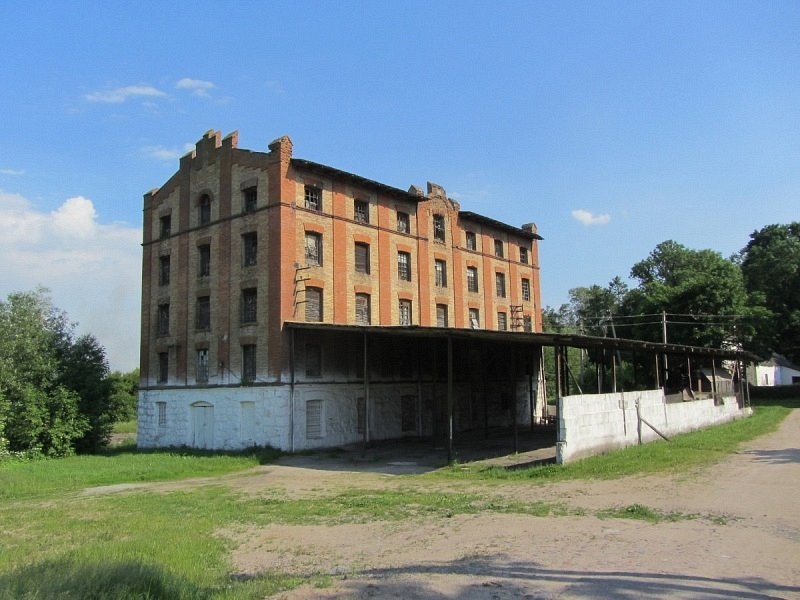
Водяная мельница
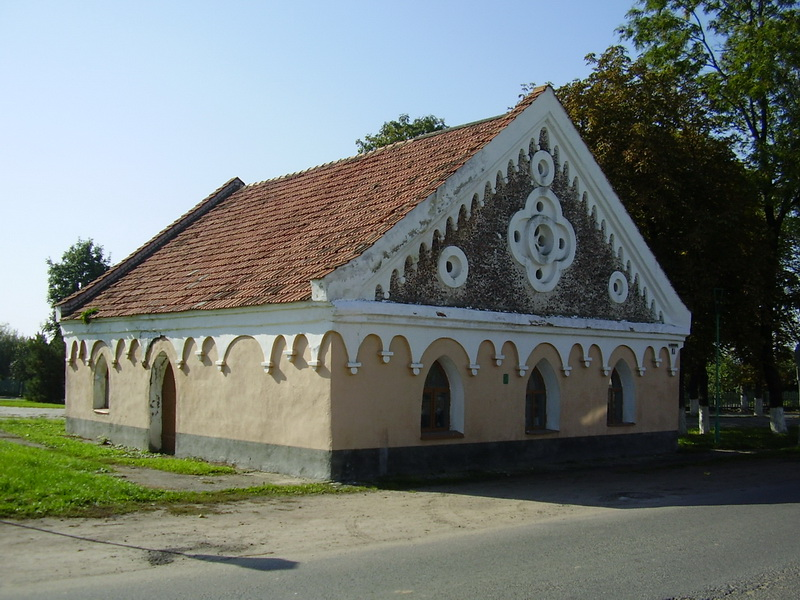
Усадьба Потоцких. Дом садовника
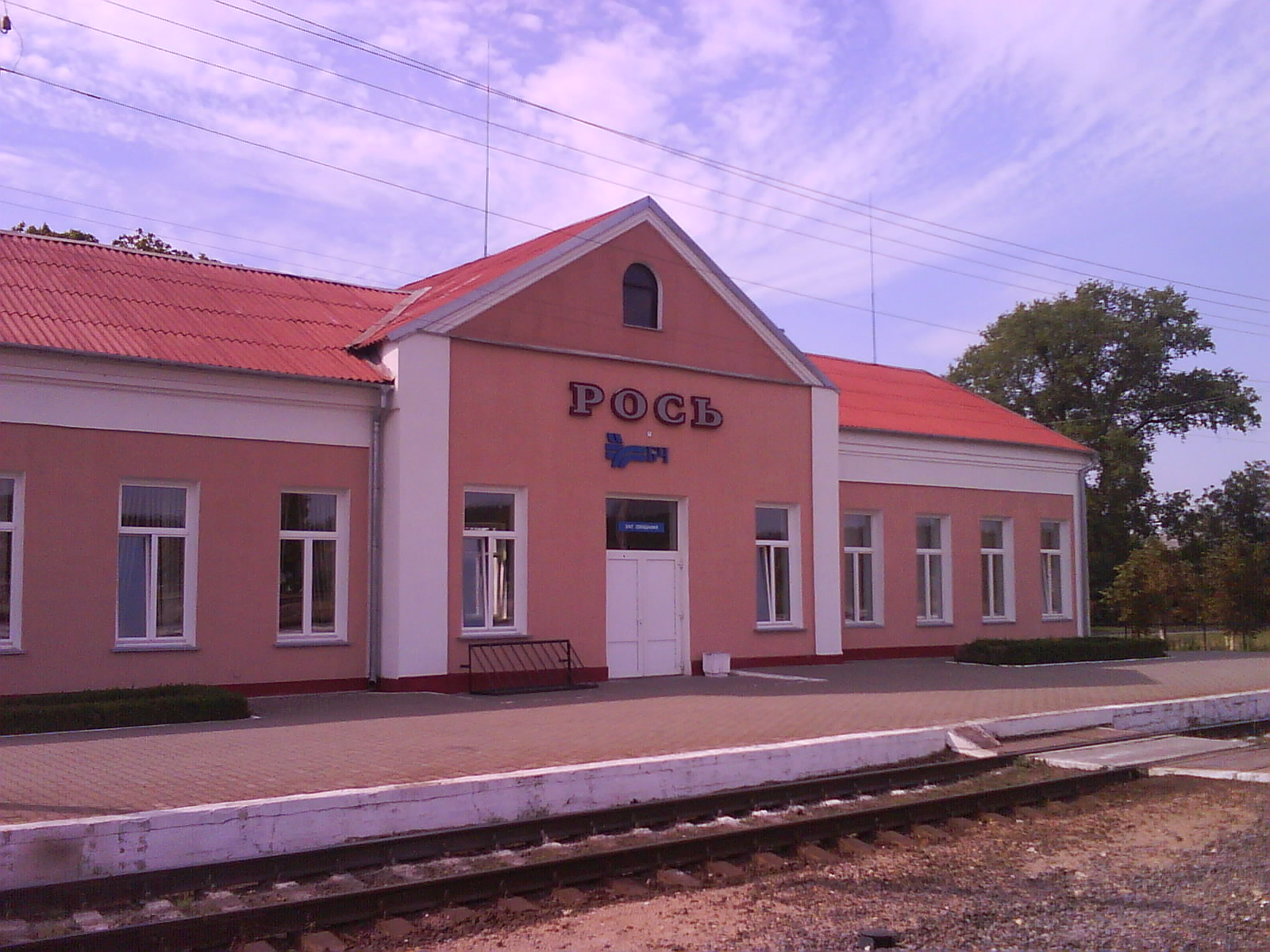
Здание ж/д станции Рось